# Апанович Віктор Антонович
Віктор Антонович Апано́вич (3 вересня 1922, Тифліс — 18 червня 1996, Сімферополь) — український живописець і педагог; член спілки РАБІС із 1937 року, Спілки художників СРСР з 1950 року, голова правління Кримського відділення Спілки радянських художників України у 1958–1960 роках.

## Біографія
Народився 3 вересня 1922 року в місті Тифлісі (нині Тбілісі, Грузія). Протягом 1937—1941 років навчався у Ростовському художньому училищі імені Митрофана Грекова, де протягом трьох років отримував заохочувальну стипендію від обласної Спілки радянських художників. У 1940 році був премійований поїздкою до Москви.
З початком німецько-радянської війни 22 серпня 1941 року був мобілізований і направлений на навчання в Ростовське артилерійське училище. У складі зведеного курсантського полку брав участь у боях під Ростовом. Після закінчення училища, евакуйованого на Кавказ, у званні старшого сержанта був відправлений на фронт. У 1942 році в боях під Харковом був поранений, захворів на висипний тиф, і в 1943 році, після лікування, звільнений у запас.
З листопада 1944 року до 13 травня 1945 року працював художником у гарнізонному Будинку Радянської армії у Києві та одночасно навчався у Київському державному художньому інституті, де його викладачем був Михайло Шаронов. У 1945 році перевівся на живописний факультет Ленінградського інституту живопису, скульптури та архітектури імені Іллі Рєпіна Академії мистецтв СРСР, який закінчив у 1950 році. Серед його педагогів були художники Олександр Зайцев, Михайло Бернштейн. Отримав звання художника живопису. Дипломну роботу — картину «На канікулах», захистив на «добре» (керівник Борис Йогансон).
За розподілом, Комітетом у справах мистецтв при Раді міністрів СРСР, був направлений на роботу до Сімферополя. Упродовж 1950—1954 років викладав живопис та композицію у Кримському художньому училищі імені Миколи Самокиша. Одночасно, працював у товаристві «Кримхудожник», членом якого був з 1 серпня 1950 року.
Правлінням Спілки радянських художників Криму 31 липня 1950 року, за рекомендацією ленінградських художників Віктора Орєшникова, Йосипа Серебряного, Олександра Зайцева, був прийнятий до членів Спілки художників СРСР. З 20 березня 1951 року по 15 січня 1955 року та з 21 березня 1958 року по 21 листопада 1962 року був членом Правління Спілки радянських художників Криму — Кримського відділення Спілки радянських художників України, а з 27 березня 1958 року по 13 липня 1960 року — головою Правління.
1954 року залишив викладацьку діяльність і перейшов на творчу роботу, працював за договорами у Сімферопольських майстернях Художнього фонду УРСР, потім у Кримському художньо-виробничому комбінаті.
Був учасником VI Всесвітнього фестивалю молоді та студентів і делегатом I Всесоюзного з'їзду радянських художників у Москві у 1957 році.
Жив у Сімферополі в будинку на вулиці Беспалова, № 35, квартира № 6. Помер у Сімферополі 18 червня 1996 року.

## Творчість
Працював в галузі станкового живопису. Серед робіт:
- «Хлопчик на День Перемоги» (1945);
- «Петро І знімає дзвони» (1946);
- «На канікулах» (1950);
- «Портрет знатної стахановки Камишбурунського комбінату Романенко» (1951);
- «Мітинг у Джанкої» (1952, у співавтостві з Валентином Бернадським);
- «Жіночий портрет» (1954);
- «На трасі Москва—Сімферополь» (1956);
- «Нові знайомі» (1957; полотно, олія);
- «Біля моря» (1957);
- «Портрет учасників VI Всесвітнього фестивалю молоді та студентів у Москві» (1957);
- «Портрет комісара і коменданта Чорноморського магніто-бронепоїзда „Свобода или смерть“ у 1918 році М. Я. Гімельштейна» (1959);
- «Біля причалу» (1959;
- «Молода працівниця» (1962);
- «Портрет актриси А. Р. Козакової» (1963);
- «Портрет художниці М. Борисової» (1964),
- «Портрет інженера Тамари Рассказової» (1965);
- «Портрет прикордонника — відмінника бойової та політичної підготовки І. Гусаченка» (1968)
- «Диктор телебачення» (1969);
- «Дружинники» (1970);
- «Дубки» (1970, акварель);
- «Оленка» (1971);
- «Портрет сина» (1972);
- «Делегат з Італії» (1972);
- «Портрет старшини міліції Лукашенка» (1974);
- «Два покоління» (1974);
- «Оля Циганкова» (1975);
- «Гість» (1975);
- «Чоловічий портрет» (1977, акварель);
- «Крим. Сонячний день» (1980);
- «Портрет Олі Янковської» (1984);
- «Настя» (1985, картон);
- «Портрет Ірини» (1989).

Ілюстрував дитячі книги, зокрема оповідання Костянтина Золотовського «Підводні майстри» (1958).
Від 1954 року брав участь у всеукраїнських, від 1957 року — у всесоюзних та від 1958 року — у міжнародних виставках. .
Картини художника зберігаються в Севастопольському художньому музеї імені Крошицького та Сімферопольському художньому музеї.